# Maria Maddalena come la Malinconia (Città del Messico)
Maria Maddalena come la Malinconia è un dipinto realizzato tra il 1622 ed il 1625 da Artemisia Gentileschi, attualmente conservato al Museo Soumaya di Città del Messico.

## Storia
Dal 1614, Artemisia Gentileschi visse a Firenze, dove conobbe una grande notorietà. Fu la prima donna ad essere ammessa all'Accademia delle arti del disegno e divenne un'affermata pittrice di corte, presso Cosimo II de' Medici. Ciononostante, ebbe molti problemi, di natura economica principalmente, a causa delle spese eccessive sue e del marito; in seguito a tali difficoltà decise di tornare a Roma, sua città d'origine, nel 1621, lo stesso anno in cui si separò anche dal marito.
Trascorso poco tempo dal suo ritorno a Roma, il padre Orazio lasciò la città per trasferirsi a Genova e alcuni studiosi ritengono che Artemisia seguì il padre: ciò è sostenuto anche perché in tal modo è più semplice poter spiegare la persistente affinità dello stile dei due artisti che, nel corso del tempo, ha reso difficile attribuire talune opere al padre oppure alla figlia. Del soggiorno genovese di Artemisia, tuttavia, non vi sono sufficienti prove che lo possano attestare con certezza. La maggior parte di esse pare supportare l'idea che la Gentileschi sia rimasta a Roma, come donna indipendente, cercando di trovare casa e di crescere i suoi figli.

## Descrizione

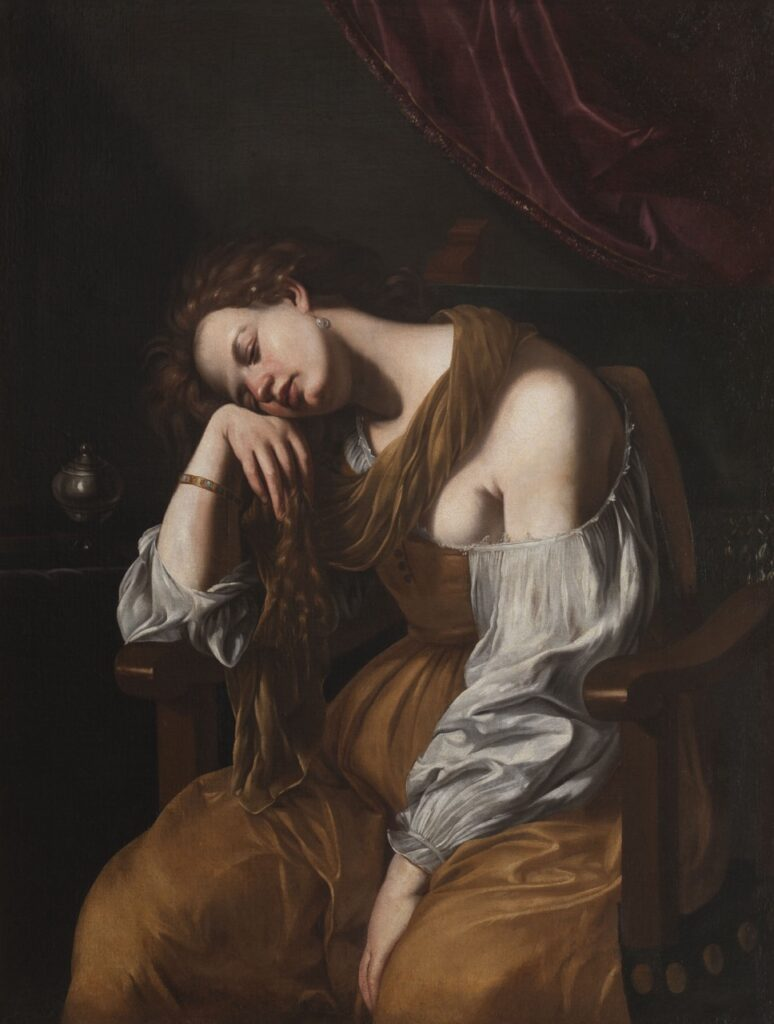
La versione dell'opera conservata a Siviglia.

Nel dipinto è raffigurata Maria Maddalena vestita elegantemente, seduta con la mano sinistra che poggia sulla coscia: dagli occhi arrossati, è possibile notare che ha pianto molto. Si tratta di un'immagine particolarmente efficace nel catturare l'emotività di un particolare momento della vita della santa, tratto dal Vangelo di Giovanni (Gv 20, 11-16). L'attributo che permette di contraddistinguere la Maddalena è un balsamario d'argento, simbolo della peccatrice che unge i piedi di Gesù, li bagna con le sue lacrime e li asciuga con i suoi lunghi capelli.
Artemisia dipinse due differenti versioni dello stesso soggetto: la prima conservata nella cattedrale di Siviglia; la seconda è quella esposta in Messico. Oltre alla profonda somiglianza tra le due tele, ambedue compiute nello stesso arco temporale, vi sono comunque delle divergenze, maggiormente evidenziabili con un'indagine ai raggi X:
- la differenza più evidente si riscontra nella grandezza del tessuto, maggiore nella versione spagnola, che le copre il torace e le ricade sulla spalla destra; gli studi hanno permesso di scoprire che si tratta di un'aggiunta successiva, presumibilmente attuata per assecondare i canoni che dettava la Chiesa all'epoca;
- un'altra dissomiglianza si ritrova nella fisionomia del personaggio: la versione messicana è più vicina all'estetica prototipica di Artemisia, come nei casi di Giuditta che decapita Oloferne o Cleopatra;
- la terza si scopre osservando la stesura dei colori: le pennellate della Maddalena iberica rivelano alcune correzioni, assenti in quella messicana che si caratterizza per un tratto più preciso e sicuro.[2]

### Stile
Il caravaggismo fu una corrente pittorica del Barocco, che designa lo stile degli artisti che si ispirarono a Caravaggio, tra cui proprio Artemisia Gentileschi. Questi pittori si riconducono altresì al tenebrismo, per l'utilizzo profondo della tecnica del chiaroscuro. I caravaggisti riproducono le figure con grande realismo, rappresentandole spesso su un fondo scuro e illuminate da una luce che quasi pare violenta.